# Prima Donna: A Symphonic Visual Concert
Pour les articles homonymes, voir Prima donna (homonymie).
Représentations notables
- 15 septembre 2015
- 27 novembre 2015, Gulbenkian (Portugal)
- 19-20 février 2016, Théâtre Colón (Argentine)
- 1er mars 2016, Centre culturel de Hong Kong

Prima Donna: A Symphonic Visual Concert est un spectacle musical et visuel inspiré par l’opéra Prima Donna (en) créé en 2009 par le compositeur américano-canadien Rufus Wainwright. Cette création en deux actes se compose dans un premier temps d’un concert adapté de l’opéra accompagné d’un film réalisé par Francesco Vezzoli (en), produit par Petite Maison Production, avec la photographe Cindy Sherman dans le rôle de la Prima Donna. En deuxième partie, Wainwright interprète quelques-unes de ses plus célèbres compositions, accompagné de l’orchestre et rejoint sur certains airs par les chanteurs lyriques.

## Concert
Prima Donna: A Symphonic Visual Concertl est un spectacle en deux actes créé en 2015, inspiré par le premier opéra de Rufus Wainwright, Prima Donna (en) (2009).
Wainwright a « réadapté» les compositions musicales de l’opéra et organisé une tournée qui coïncide avec la sortie de l’album studio (en) du même nom.
La première partie se compose d’un concert de 60 minutes adapté de l’opéra, accompagné d’un film conçu par Rufus Wainwright et réalisé par l’artiste contemporain et vidéaste italien Francesco Vezzoli (en). La photographe américaine Cindy Sherman y interprète le personnage principal de l’opéra, inspiré par la soprano d’origine grecque Maria Callas.
Pour la seconde partie du spectacle, Wainwright interprète certaines de ses chansons les plus populaires, accompagné d’un orchestre symphonique et avec la collaboration des chanteurs de l’opéra pour quelques titres.

## Prima Donna, le film
Prima Donna est le fruit d’une rencontre entre trois artistes issus de la musique et des arts visuels. Inspiré par l’Opéra éponyme du compositeur américano-canadien Rufus Wainwright écrit en 2009, produit par la société de production française Petite Maison Production, le film a été réalisé par le vidéaste italien Francesco Vezzoli (en) et interprété par la photographe américaine Cindy Sherman. Le tournage des séquences de Cindy Sherman a eu lieu à Paris au Théâtre des Variétés, au printemps 2015.

### Synopsis
Dans le Paris des années 1970, une diva sur le déclin prépare son retour sur scène. De sa gloire passée à sa douloureuse abdication, Prima Donna plonge le spectateur dans les tourments d'une grande soprano au crépuscule de son art. 
Francesco Vezzoli filme une succession de tableaux au Théâtre des Variétés. Au fil des scènes, on découvre les performances de Cindy Sherman qui explore, par un travail plastique et métaphorique, la figure de la diva dans tous ses méandres.

### Liste Technique
- Réalisateur : Francesco Vezzoli (it)
- Compositeur : Rufus Wainwright
- Film Shoot Producers:  Tessa Louise-Salomé, Solveig Rawas
- Conseillère artistique : Clo’e Floirat
- Production designer : Tessa Louise-Salomé
- Montage : Simon Le Berre
- Image : Pasquale Abbattista, Leo Hinstin
- Maquilleur : Bernard Floch
- Chef décoratrice : Ninon de la Hosseraye
- Chef costumière : Flora Brancatella

## Représentations
La première du spectacle a eu lieu le 15 septembre 2015 à l’Odéon d'Hérode Atticus pour le Festival d’Athènes en Grèce. Il sera joué au Gulbenkian à Lisbonne, Portugal le 27 novembre 2015, au Théâtre Colón de Buenos Aires les 19 et 20 février 2016, ainsi qu'au Concert Hall du Centre culturel de Hong Kong 1er mars 2016 pour le Hong Kong Arts Festival,. Cette performance marquera la première représentation Wainwright à Hong Kong.